# Санданський
Санда́нський (болг. Сандански) — місто в Благоєвградській області Болгарії. Адміністративний центр громади Санданський.
Фракійці заснували поселення під назвою Медіус, римське поселення на місці нинішнього міста було названо Дезудава, а середньовічні болгари називали його Светий Врач. У районі Санданського, вважається, народився і жив Спартак — лідер фракійського племені медіїв. Пам'ятник Спартаку є одним із символів міста. Санданський розташований в Благоєвградській області і є адміністративним центром однойменної громади, куди входить і місто Мелник.

## Населення
За даними перепису населення 2011 року у місті проживали 26 255 осіб.
Національний склад населення міста:
| Національність   | Кількість осіб | Відсоток |
| ---------------- | -------------- | -------- |
| болгари          | 23200          | 95,8 %   |
| цигани           | 375            | 1,5 %    |
| турки            | 184            | 0,8 %    |
| інша             | 139            | 0,6 %    |
| не визначились   | 309            | 1,3 %    |
| Всього відповіли | 24207          |          |

Розподіл населення за віком у 2011 році:
Динаміка населення:

## Географія
Місто розташоване в Сандансько-Петричанській долині, біля підніжжя гір Пірин. Курорт майже рівновіддалений від Софії та Салонікив і є важливим центром на міжнародній головній дорозі E 79. Існує також залізнична лінія вздовж маршруту Софія — Кулата — Салоніки.
Відстань від міста до Егейського моря та його курортів становить 126 км. На відстані в 12 км від Санданскі розташованамісцевість Рупите з храмом «Свята Петка», побудована петрівською гадалкою Вангою.

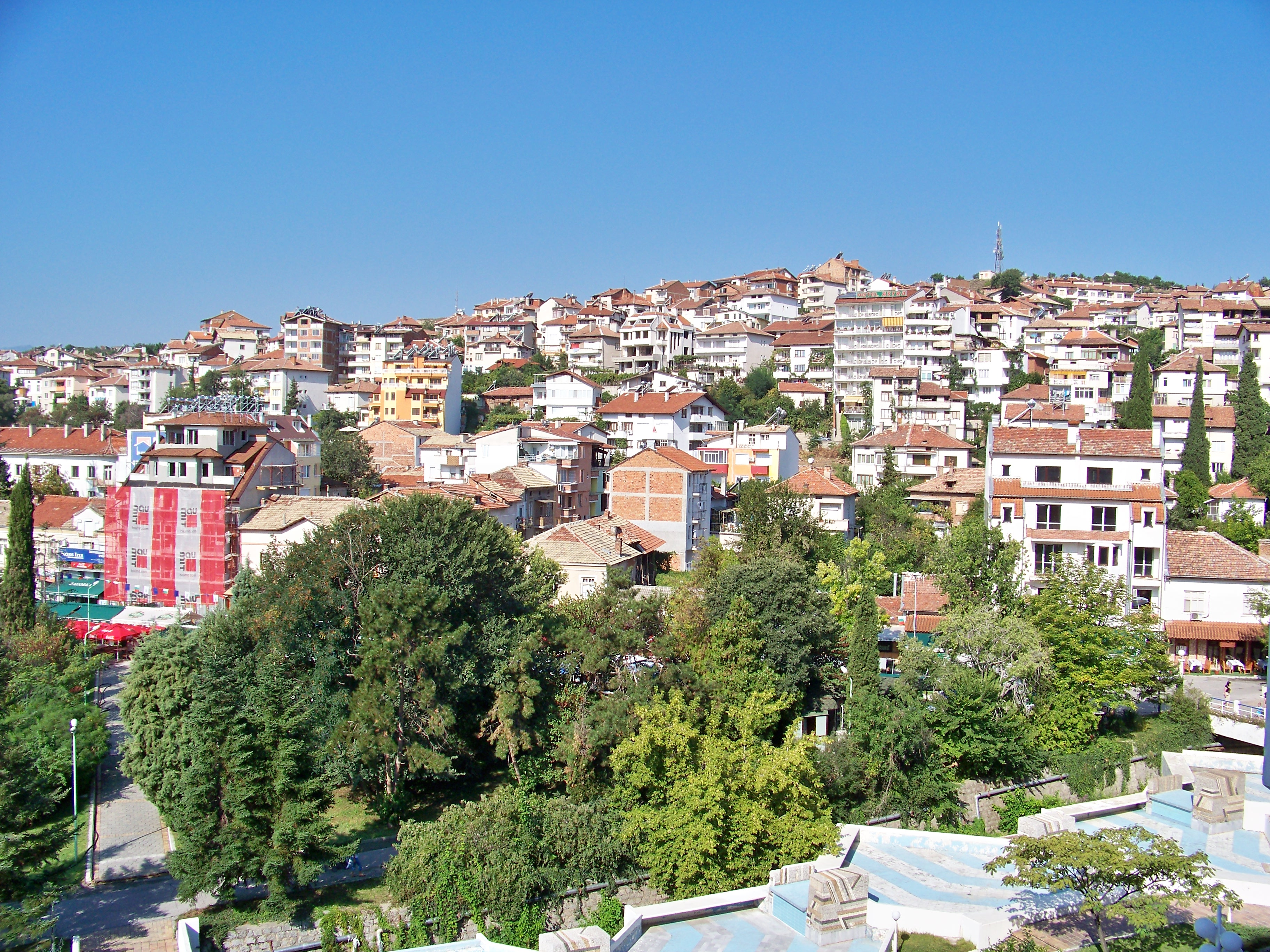
Загальний вигляд.

Недалеко від Санданскі розташоване найменше місто в Болгарії Мелник, Роженський монастир, а також мальовниче село Лешниця, де можна знайти красу і спокій за межами великого міста.
Санданскі розташований амфітеатрально на крайньому південно-західному схилі гори Пірин уздовж нижнього потоку річки Санданська Бистриця. Її географічне розташування в середині між Кресненським і Рупелським дефіле є причиною його надзвичайно сприятливих кліматичних особливостей.
Місто розташоване на висоті 240—300 метрів над рівнем моря, це найтепліше болгарське місто, тривалість сонячного світла перевищує 2450 годин, створюючи умови для цілорічних сонячно-повітряних процедур. Гірський бриз, що спускається з Пірину вздовж річки Бистриця, охолоджує повітря протягом літніх місяців.
Повітря в Санданський має найнижчий вміст алергенів в Болгарії і підходить для лікування астматичних, алергічних та інших захворювань. Місто є всесвітньо відомим природною здравницею і спа-курортом.
Повітря тут надзвичайно чисте, з низькою відносною вологістю (66 %), з середньорічною температурою + 13.9 °C, з відносно невеликими 24-годинними і сезонними амплітудами температури. Зима м'яка і волога. Опади в основному у вигляді дощу, а сніг тримається в середньому від 10 до 15 днів.

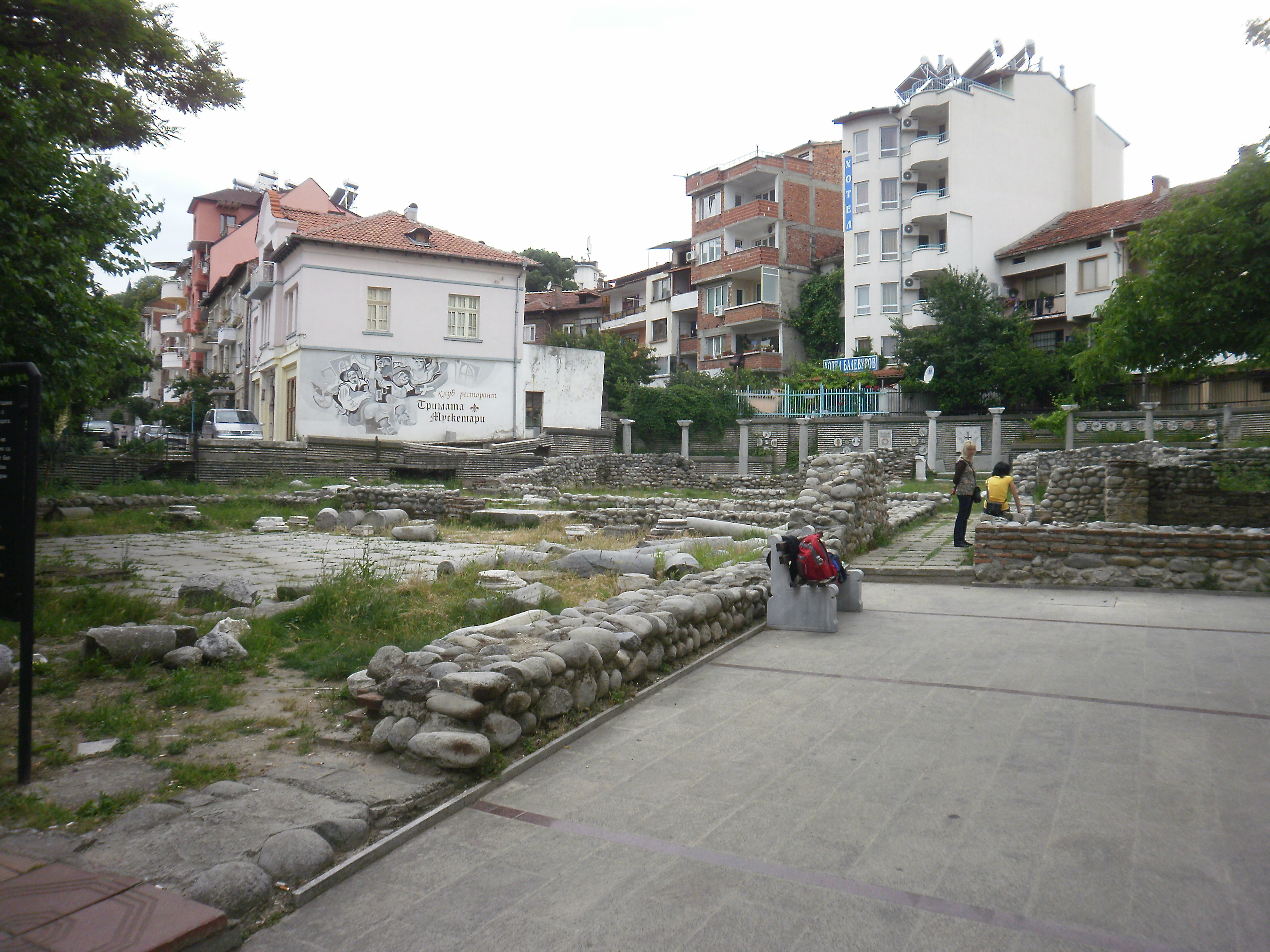
Археологічні розкопки в Санданському.

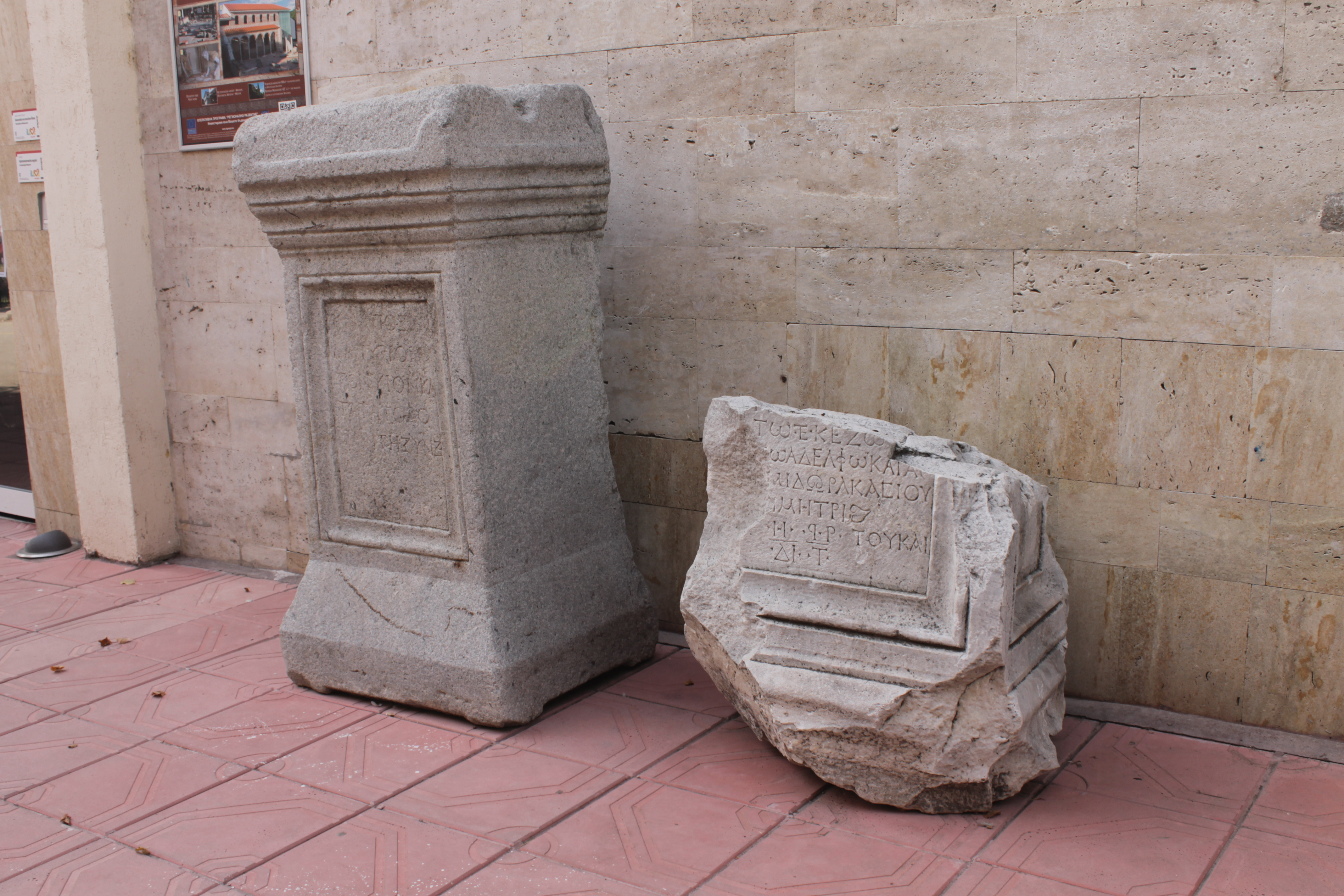
Перед Археологічним музеєм в Санданському

## Історія

### Античність і середньовіччя
Селище навколо мінеральних джерел виникло у другому тисячолітті до нашої ери. Поєднання сприятливих природних ресурсів разом з багатством мінеральних джерел з різними тепловими характеристиками (в районі Санданському налічується більше 80 джерел з температурою 42 — 81 °C), низькою мінералізацією, багатим хімічним складом, дозволяє лікування багатьох захворювань і можливість купання на відкритому повітрі цілий рік, роблячи його зручним місцем для заселення цих місць у давні часи.
Поряд з сьогоднішньою поштою, є залишки церкви середини 4 століття, на північ від якої є сліди великої будівлі, що вважається єпископської резиденцією. У нинішній церкві Святого Георгія є сліди пізньої античної церкви кінця IV або початку 5 ст. Церква з початку 5-го століття частково перенасена на вулицю Гоце-Делчева, 37. На центральній площі стародавнього міста була знайдена тринефна базиліка, яка вважалася єпископським собором. Місто як єпископський центр згадується у написі про єпископа Іоанна, частково виставленомуу на першому поверсі нинішнього Археологічного музею, який був побудований наприкінці V або початку VI століття і використовувався до кінця VI століття. Ще одна антична церква була зруйнована в 1950-х роках, коли була побудована каналізація.
Наприкінці 6 ст місто було зруйноване варварськими племенами. З того часу вона була назване Святий Врач на пам'ять про двох братів Козьми і Даміана — народних цілителів. Цю назву місто носить до 1947 року, коли його перейменували на Санданський.
Стародавнє місто цілком лежить у місцевості сучасного міста Санданський, а знайдені археологічні пам'ятки різних історичних періодів це підтверджують. Розквіт місто отримало у період IV—VI ст. З тих пір було знайдено багато громадських будівель і ранніх християнських базилік, включаючи ранньохристиянський єпископський комплекс. Цікаві в мозаїчні декоративні килими, деякі з яких виставлені в Археологічному музеї міста.

### У Османській імперії
У XIX столітті Св. Врач стає риноковим центром зі змішаним населенням в Мелницький казі з Серреського санджаку. У 1845 р. російський славист Віктор Григорович, що прямував з Мелника до Рильського монастиря, пройшов через село і написав у своїй книзі:
| « | Село Св. Врач, на схилі гори, відоме цілющими джерелами, досить багате на руїни, до яких можна дістатися там, де раніше було місто. | » |

У «Етнографії вілайєтів Адріанополя, Монастіра і Салоніка», опублікованої в Константинополі в 1878 р і яка відображає статистику чоловічого населення 1873 року Св. Врач (Sveta Vratch) враховується як село з 100 сім'ями з 120 жителями мусульман і 135 жителями болгар. У статистиці також є два селища, згаданих і об'єднаних пізніше у село Св. Врач — Лівадіца на лівому березі Бістріці (6 домогосподарств, 25 болгар) і Смілєво з 9 домогосподарствами та 35 болгарами.
У 1891 році Георгій Стрезов писав про Св. Врач і Лівадіцу:
| “ | Св. Врач, 3 години на північ від Мелніка; розташований на лівому березі Бистриці, над пагорбом. Ґрунт, як болото, рису росте багато. Будинки розташовані серед дерев, які надають гарний вид. У понеділок є ринок, куди приїжджають ремісники з Мелника, щоб продавати свої товари селянам з околиць. З цією метою на південному кінці селища розміщена невелика чаршія з 25 магазинами. Церква Св. Врач, читає грецькою мовою. 160 будинків, навпопіл болгарських і турецьких. Мінеральна вода біля фонтану; деякі води витікають з цього місця, інші з пагорба. Тут багато джерел тієї ж води, навіть у самій Бистриці. Головною є будівля з каменю, що обслуговує хворих. Ливадиця, на південь від Св. Врача, менше, ніж на 1/4 години; побудована на лівому березі Бистриці. Передусім землероби. 35 будинків, 13 турецьких. | » |

За статистикою Васіла Канчова (Македонія, етнографія і статистика) у Св. Врачі 1000 чоловік, з яких 600 болгарських християн, 360 турків і 150 циган на 1900 рік. В Смилєво живуть 150 болгар- християн і 30 циган, і в Ливадиці — 64 болгар, 60 турків та 36 ромів.
За даними секретаря Болгарського екзархату Димитра Мішева (1905), християнське населення Св. Врачі складається з 560 болгарських екзархістів і 12 циган. У селі є одна початкова болгарська школа з 1 вчителем і 35 учнями.

### У Болгарії

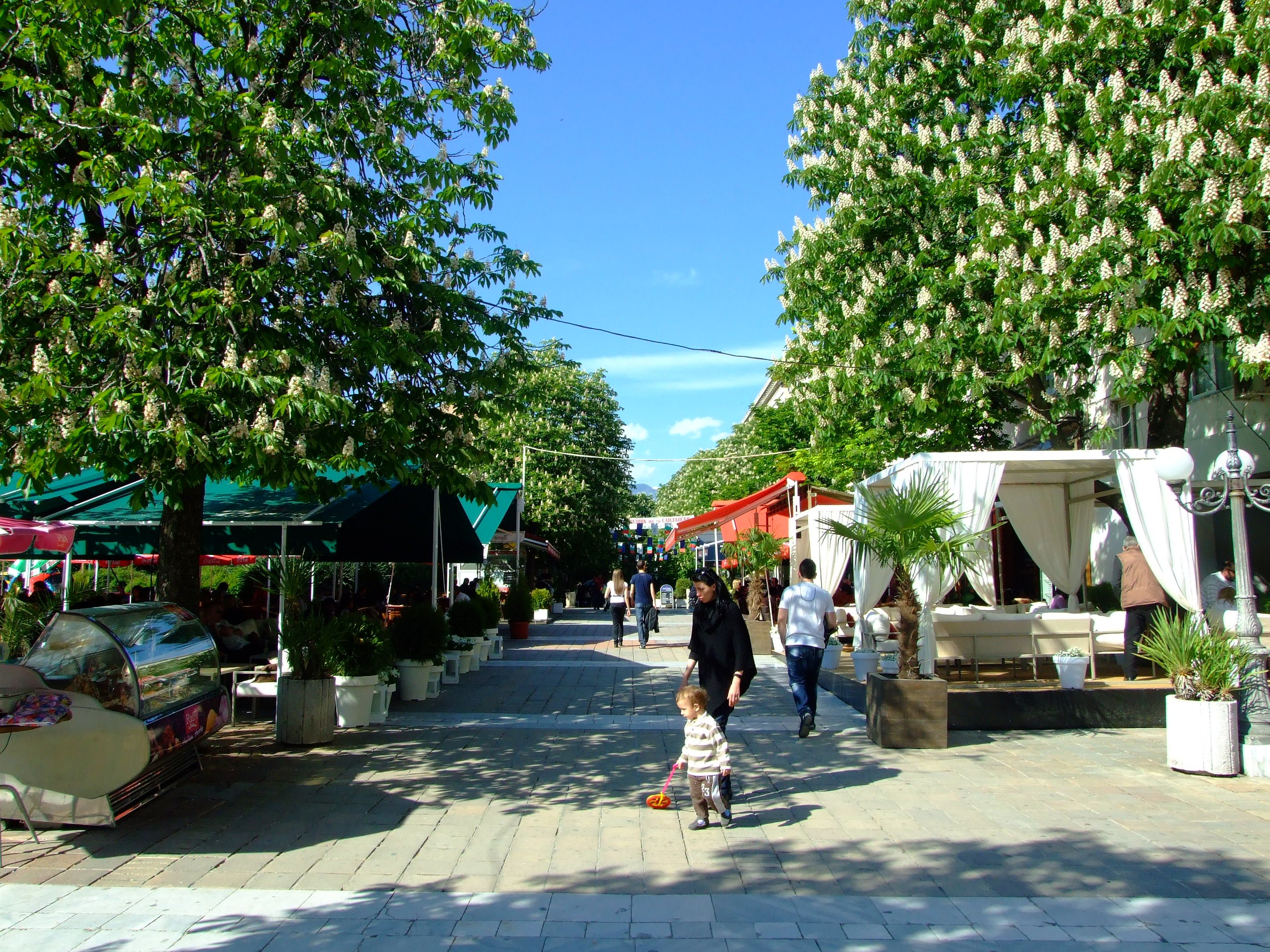
Центр Санданського.

З початком Балканської війни в 1912 році одинадцять добровольців міста Св. Врач вступило у македонське ополчення.
У 1913 році під час Другої балканської війни Св. Врач був захоплений грецькою армією, і 200 будинків були спалені.
Після 1919 року Св. Врач фактично був адміністративним і політичним центром регіону. Він має більшість ремісничих майстерень і торгових магазинів У 1919 році був створений громадський центр «Отец Паїсій». 18 червня 1929 р. 22 звичайні національні збори прийняли Закон про проголошення села Св. Врач містом.
Після 9 вересня 1944 року, щонайменше 61 чоловік з міста та району було вбито новою владою — Фронтом Вітчизни. Серед жертв — міський голова Атанас Лазаров, депутат Атанас Хаджіпопов, члени ВМРО Грігор Беганов, Зісо Попов, Костадін Джаров, Костянтін Кюров, Стоян Манолов, Йосіф Печев, та багато інших. У січні 1945 року біля станції Св. Врач був створений перший у країні комуністичний концтабір, який був закритий через два місяці.
З 26 вересня 1949 місто носить ім'я болгарського революціонера і воєводи Яне Санданського — діяча Внутрішньої македонської революційної організації «Одрін» в Серському революційному окрузі.

## Економіка
Останніми роками місто почало багато розвиватися, більше компаній та комерційних об'єктів зацікавлені в будівництві в Санданський. На південному кінці, на головній дорозі Е-79, в центрі міста є гіпермаркет «Кауфланд», є відкритий гіпермаркет техніки «Зора». За межами міста є також гіпермаркет обладнання мережі «Техномаркет». У Санданскі також є ресторан знаменитої мережі швидкого харчування «Happy-Bar & Grill». Є багато нових житлових кооперативів з сучасною архітектурою, а також багато готелів і комплексів. У 2008 році було введено в експлуатацію новий завод з очищення питної води.

## Спорт
Є міський стадіон «Спартак» з 3 новими тренувальними майданчиками з освітленням. Це спортивний комплекс, де «ФК Віхрен» грає свої домашні зустрічі. Місткість стадіону становить 6000 місць, а в 2009 році відбувся капітальний ремонт об'єкта. Також є багатофункціональний спортивний зал місткістю 2500 місць. У місті є багато спортивних майданчиків. Є також великий плавальний комплекс. Санданський відомий як один з центрів стрибків у воду, але басейн на даний момент не працює. У кожному з великих готельних комплексів є спа-центри з мінеральною водою і спортивними комплексами. Тут є клуби боротьби, а також волейболу, баскетболу, жіночого футбол, гандболу та інші. У муніципалітеті Санданський народилися чемпіони боротьби Александр Томов і Димитр Русаков, почесні громадяни міста. Любителі велосипедного спорту можуть їздити на велосипедах в парках і навколо спортивних залів.

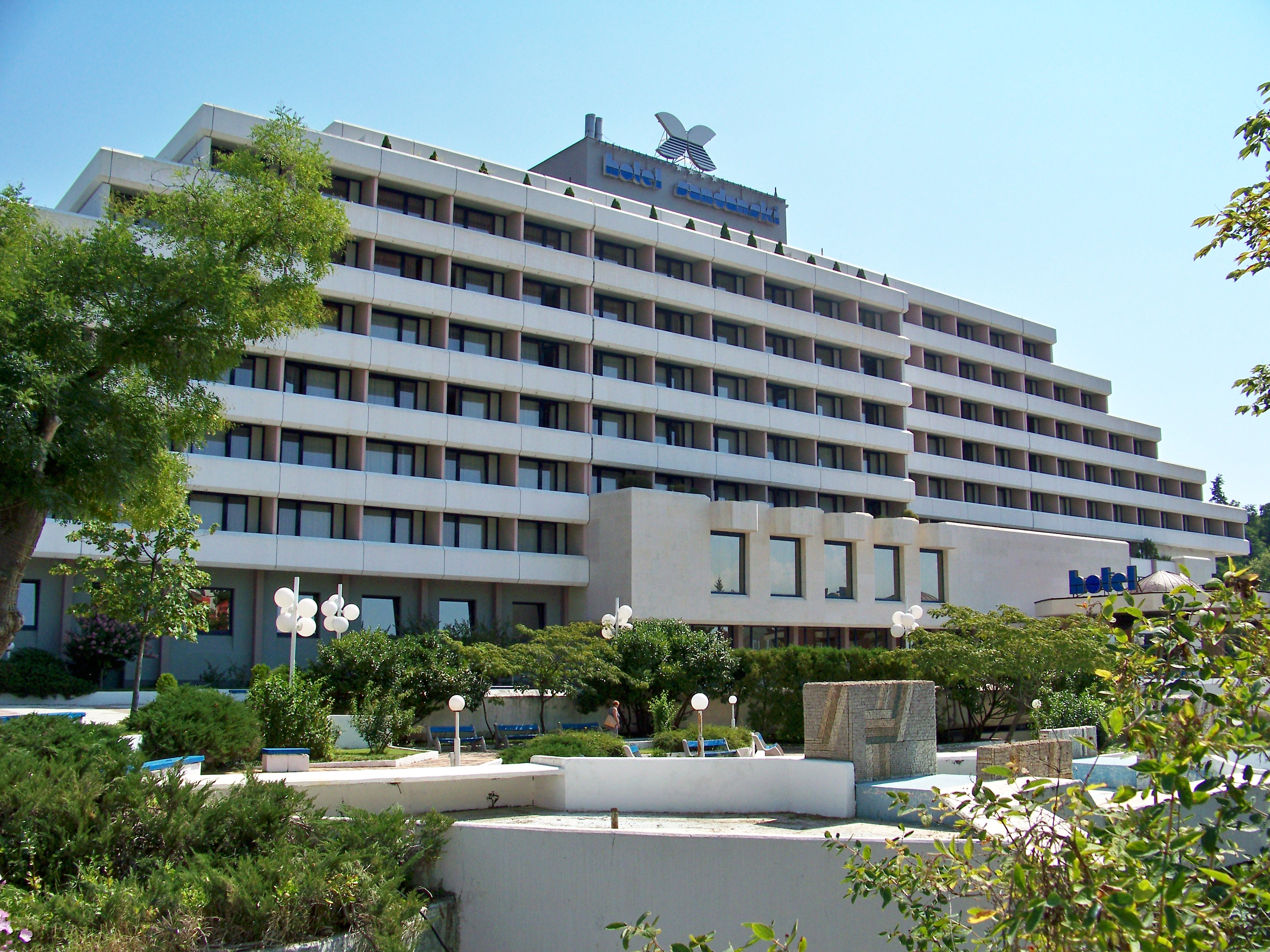
Готель «Санданський».

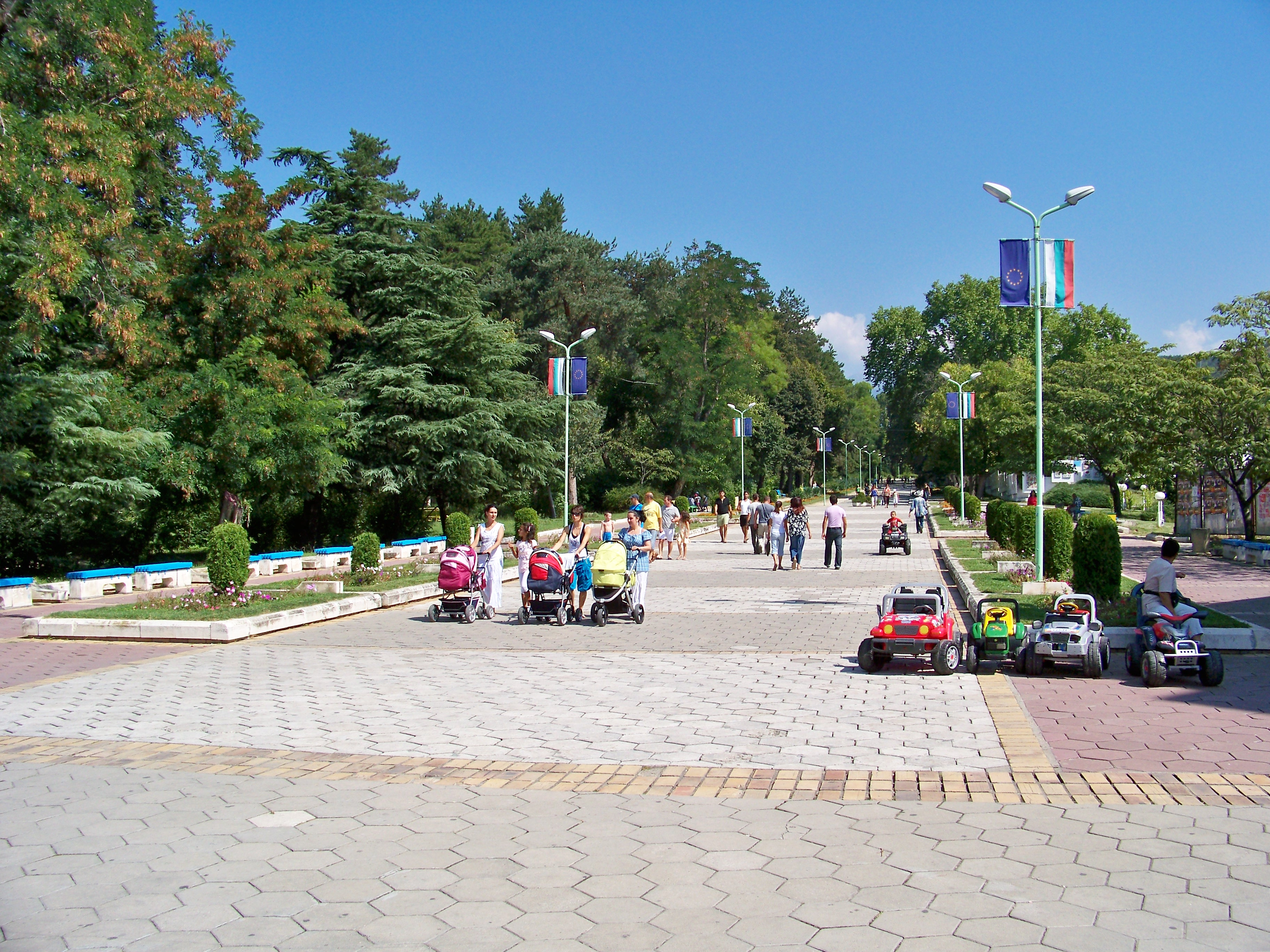
Парк

## Туризм і відпочинок
У Санданський побудовано велику кількість готелів, сімейних і великих готельних комплексів з загальною кількістю близько 4000 ліжок. Серед великих готельних комплексів є один 5-зірковий, два 4-зіркові і три 3-зіркові. Окремо існує багато приватних номерів, які також доступні.

### Санаторій
У місті є великий санаторій — спеціалізована лікарня для реабілітації, яка має надзвичайно високу відвідуваність протягом усього року. Санданський — найкращий визнаний природний санаторій в Європі для лікування респіраторних захворювань. Лікуються також алергічні, неврологічні захворювання та захворювання опорно-рухового апарату.
Основні лікувальні фактори:
- перехідно-континентальний клімат із середземноморським впливом (середньорічна температура повітря 14,7 °С);
- гіпертермальна мінеральна вода, яка представляє собою гідрокарбонати, силікати, сульфат-натрієві і фтористі сполуки;
- ліманська лікувальна грязь, рапа (вода озера) і луги з озера Поморіє.

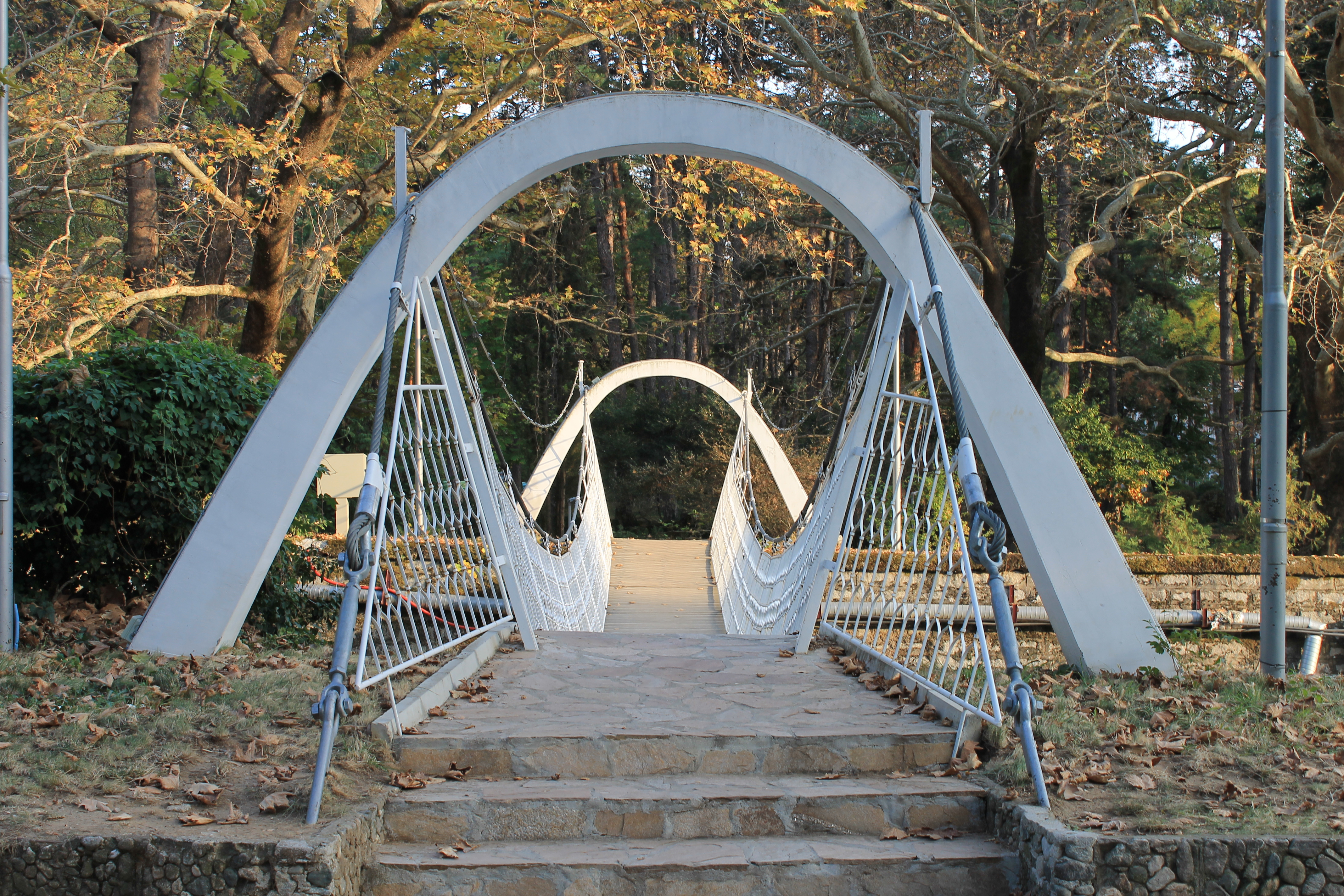
Канатний міст в Санданському

Санаторій має дві бази:
- База № 1 для дорослих із загальною місткістю 260 ліжок у 116 номерах з ванними кімнатами: 6 номерів люкс та 15 двомісних номерів — відремонтовані з телевізором і холодильником; 17 двомісних номерів з телевізором і холодильником; 50 двомісних номерів; 28 тримісних номерів.
- База № 2 для дітей має 180 ліжок у двомісних номерах, чотиримісних номерах і 3 люксах з ванною та телевізором.[22][23][24]

У 2010 році місто Санданський виграв конкурси «Відмінне туристичне місце Болгарії» та «Спа-центр Болгарії». Також у 2010 році в місті було відкрито інформаційний туристичний центр, що належить муніципалітету, розташований у центрі міста поруч з будівлею ГУМ, де розміщувалася «Асоціація готельєрів, рестораторів та туроператорів».

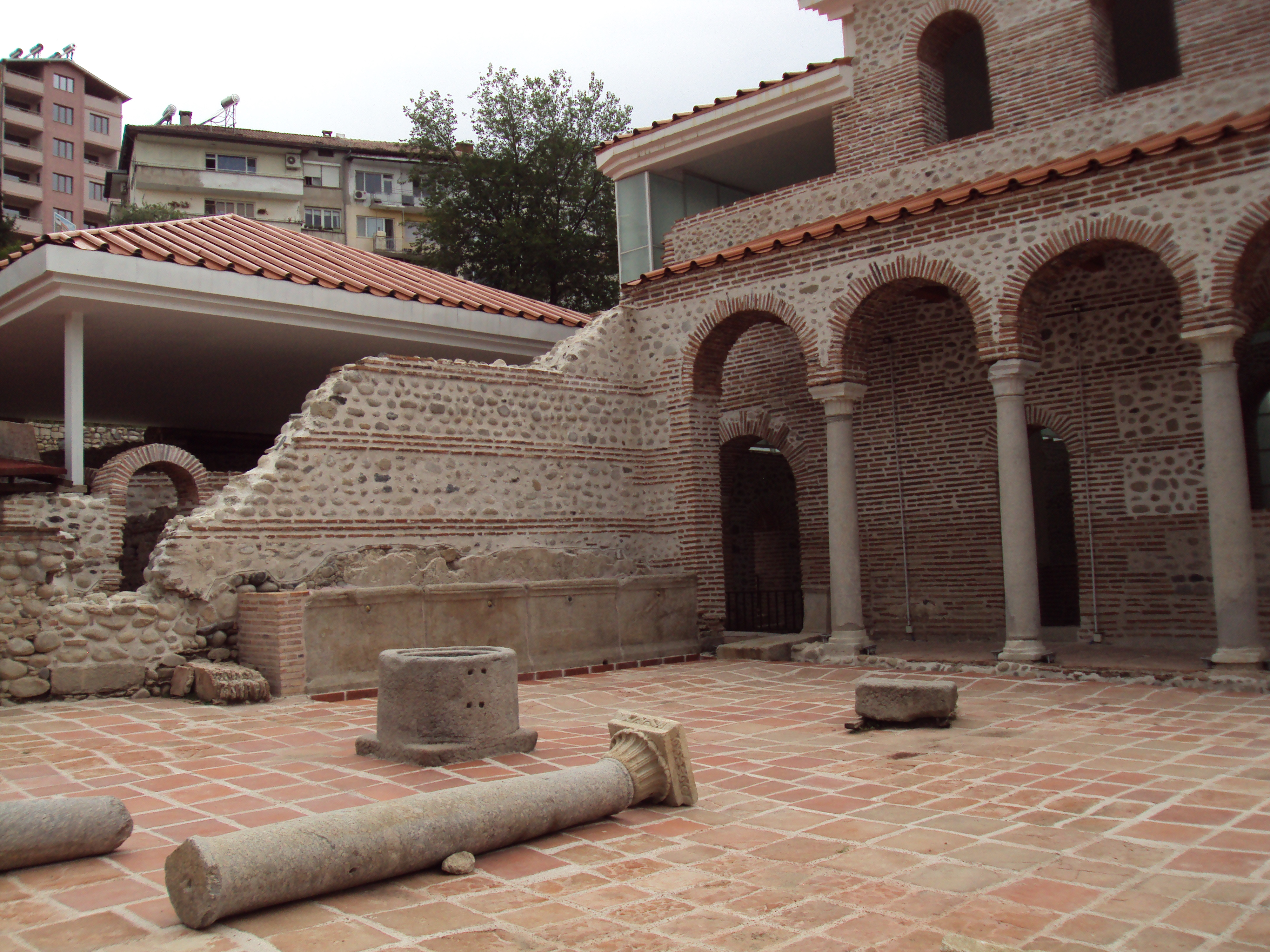
Єпископська ранньохристиянська базиліка

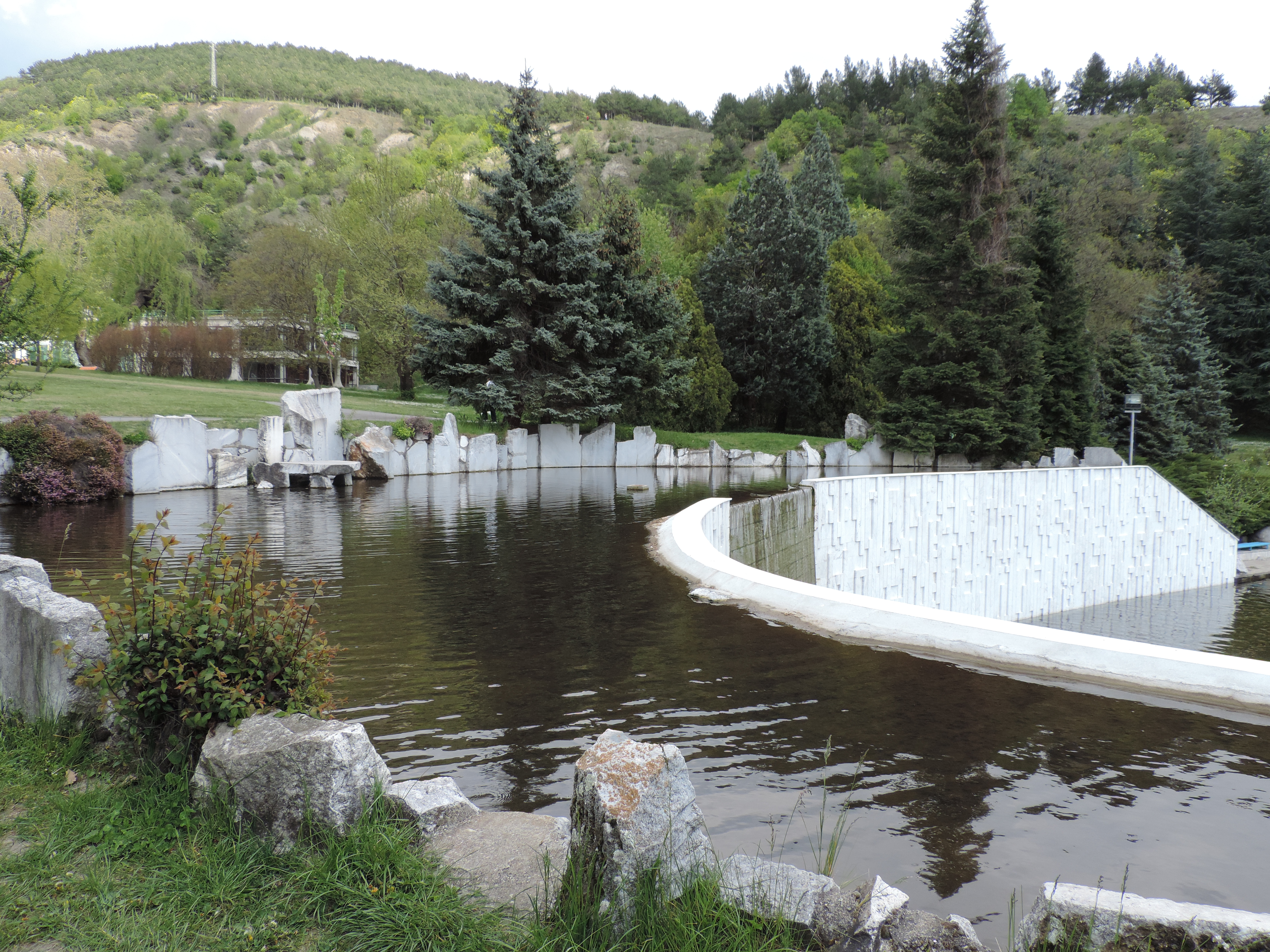
Міський парк «Светі Врач»

### Визначні пам'ятки
Туристичні пам'ятки та визначні об'экти Санданського та його околиць, які можна відвідати:
1. Ранньохристиянська базиліка IV—VI століття і античний комплекс
2. Міський парк
3. Санданський монастир "Св. Козма і Дамян "
4. Пам'ятник Спартаку
5. Національний парк Пірін
6. Мелніцькі скельні піраміди
7. Мелник і Кордопулова хата
8. Роженський монастир
9. Рупіте
10. Феномен «Преподібна Стойна» і церква «Св. Георгій» в селі Златолист, на машині, в 4 км від села Катунці і від головної дороги до міста Гоце Делчев. Біля Златоліста є пряма стежка з Мелника. Відстань — 3 км.

В кінці головної та пішохідної вулиці «Македонія» починається міський парк. Це єдиний в Болгарії парк з піщаними алеями і разом з Варненським «Морським садом» є найбільшим міським парком в Болгарії. Є багато нових лавок з дитячими майданчиками з гойдалками, гірками та драбинками. У парку розташований літній театр, де щороку проходить фестиваль оригінальної македонської пісні «Пірін Фолк», а також Балканський молодіжний фестиваль «Молодь на Балканах». Є також міський стадіон «Спартак», а також два пляжі з басейнами в місті. Над містом знаходиться колишня резиденція Тодора Живкова, нині готель «Светі Врач». Навколо нього розташований величезний і красивий парк з мальовничим озером з лебедями. У парку резиденції також можна побачити дуже рідкісні види рослин. На горі Пірин, приблизно в 12 км від Санданського, знаходиться мальовничий водоспад «Попина лика» з водоспадом понад 15 м. В околицях міста розташовані найменше болгарське місто Мелник, а також знамениті «Мелницькі піраміди». Від самого міста починається прекрасна гора Пірин, яка також є національним парком Пірин.

## Релігія
У місті є 4 церкви. Найбільша з них — «Св. Георгій», мініатюрна копія собору Олександра Невського в Софії. Найдавнішою церквою є церква «Св. Козьма і Даміан», побудована в 1861 році, яка була відремонтована і має відновлену дзвіницю. Є ще одна стара православна церква в місті. Біля санаторію розташований монастир «Св. Св. Козьми і Даміана» (1928), що знаходиться в мальовничому місці і там щороку в перший четвер після Великодня організовується свято міста. Біля міста знаходиться Роженський монастир.

## Культура
- Археологічний музей

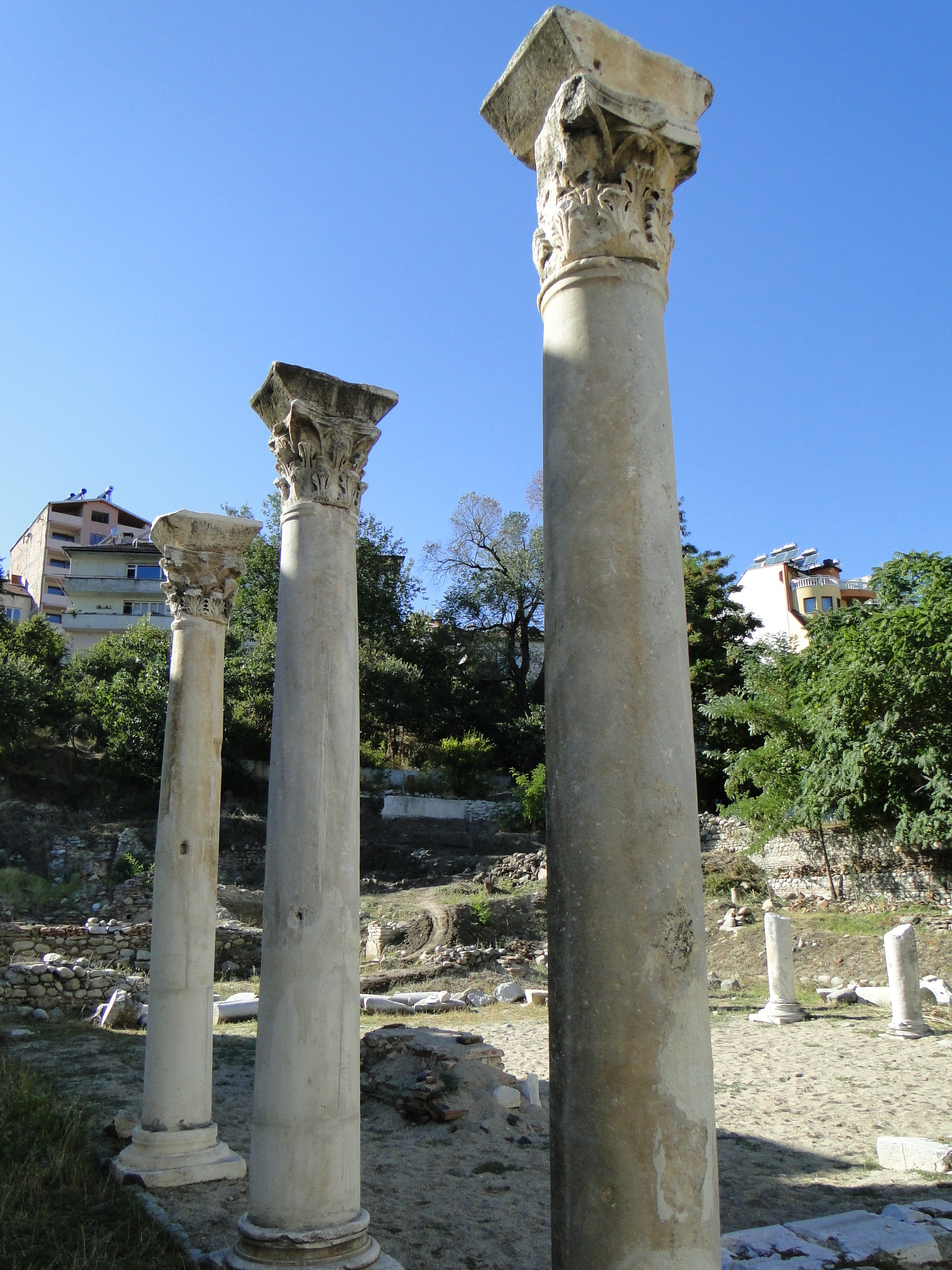
Колони Археологічного музею

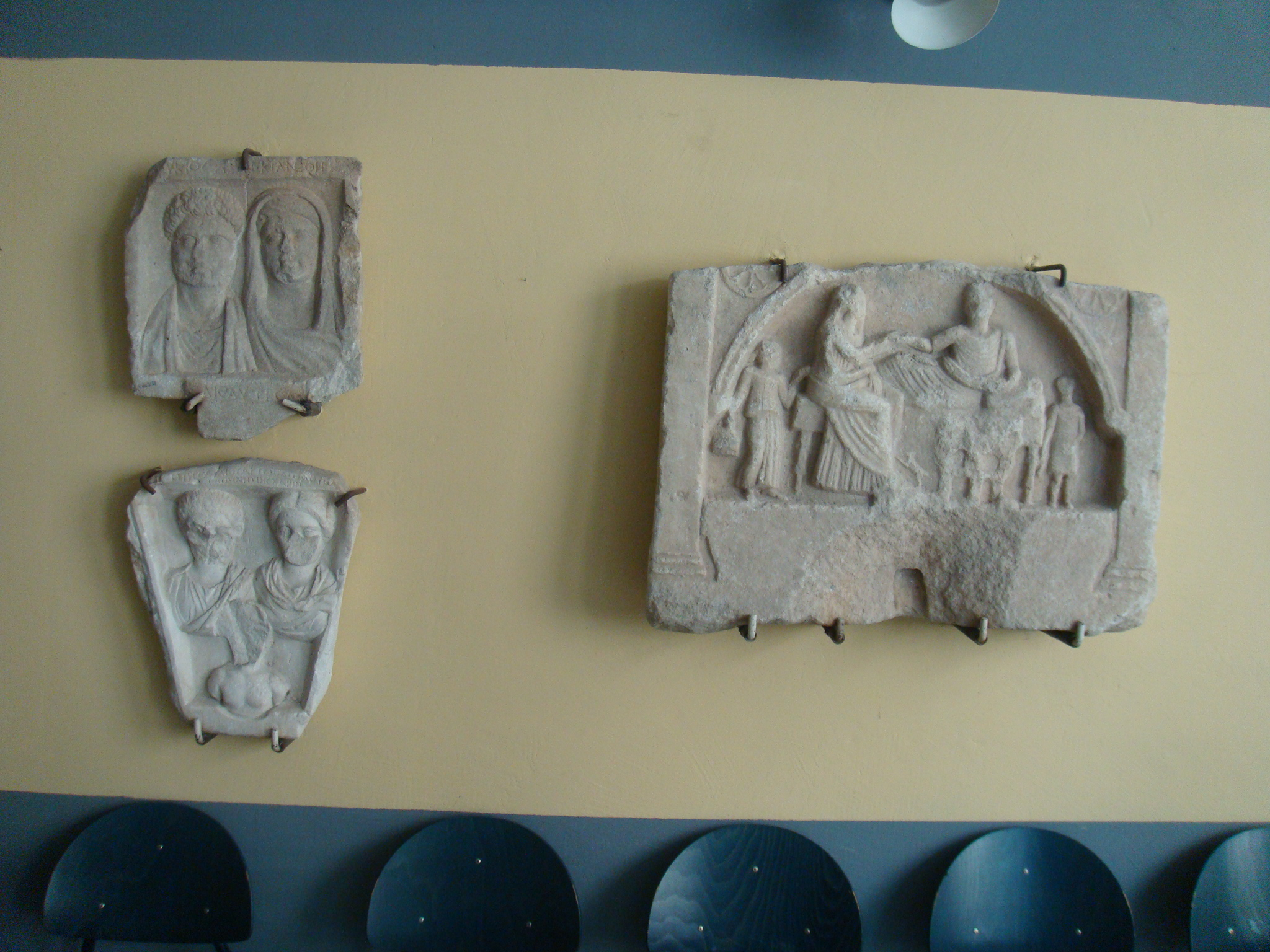
Експонати Археологічного музею

Музейна робота в місті Санданський розпочалася з заснування Археологічного товариства «Струма» в 1936 р. і музейної колекції, яка в той час перебувала в Першому основному училищі в Санданський.
З моменту свого створення в 1960 році систематичні археологічні розкопки та відкриття ранньохристиянських будівель і базилік в межах стародавнього міста під сучасним містом Санданський, розвивається новий етап у розвитку археології в місті, а також у розвитку музейної роботи, пов'язаної із збереженням багатої культурної та історичної спадщини. Основою для будівництва сьогоднішнього Археологічного музею м. Санданський стають залишки ранньої християнської базиліки єпископа Іоанна.
Музей розташований у базиліці і є одним з небагатьох у країні, побудованому таким чином. Приводом для його відкриття стала IV археологічна конференція в Благоєвграді в 1970 році. Археологічний музей забезпечує археологічні дослідження в місті Санданський та муніципалітеті. У період між 1960 і 1980 рр. вивчалася базиліка єпископа Іоанна, ранньохристиянський комплекс, Гімназіум, ранньохристиянський некрополь, терми і житлові будинки.
Археологічний музей має багатий архів, де зберігаються знахідки, повна документація і фотоматеріал, що описує виявлені об'єкти. Музей має багату колекцію надгробків, монет, написів, антикварних посудин, предметів побуту та прикрас різних історичних періодів. Одним з найцікавіших об'єктів, знайдених останніми роками, є єпископський комплекс, розташований за будівлею старої ратуші, включаючий єпископську базиліку, баптистерій, атріум з колонадою, приміщення та будівлі, які досі вивчаються. Команда музею бере активну участь у конференціях та наукових сесіях, де пропагує багату античну спадщину Санданського та регіону. Розробляються проекти з освітнім та культурним досвідом.
- Громадський центр «Отець Паїсій»
- Міська бібліотека

Фестиваль пісні «Пірин фолк» проходить в Санданському. Він збирає туристів з усієї Болгарії та сусідніх країн. У місті також проходить міжнародний "Балканський молодіжний фестиваль «BYF».

## Освіта

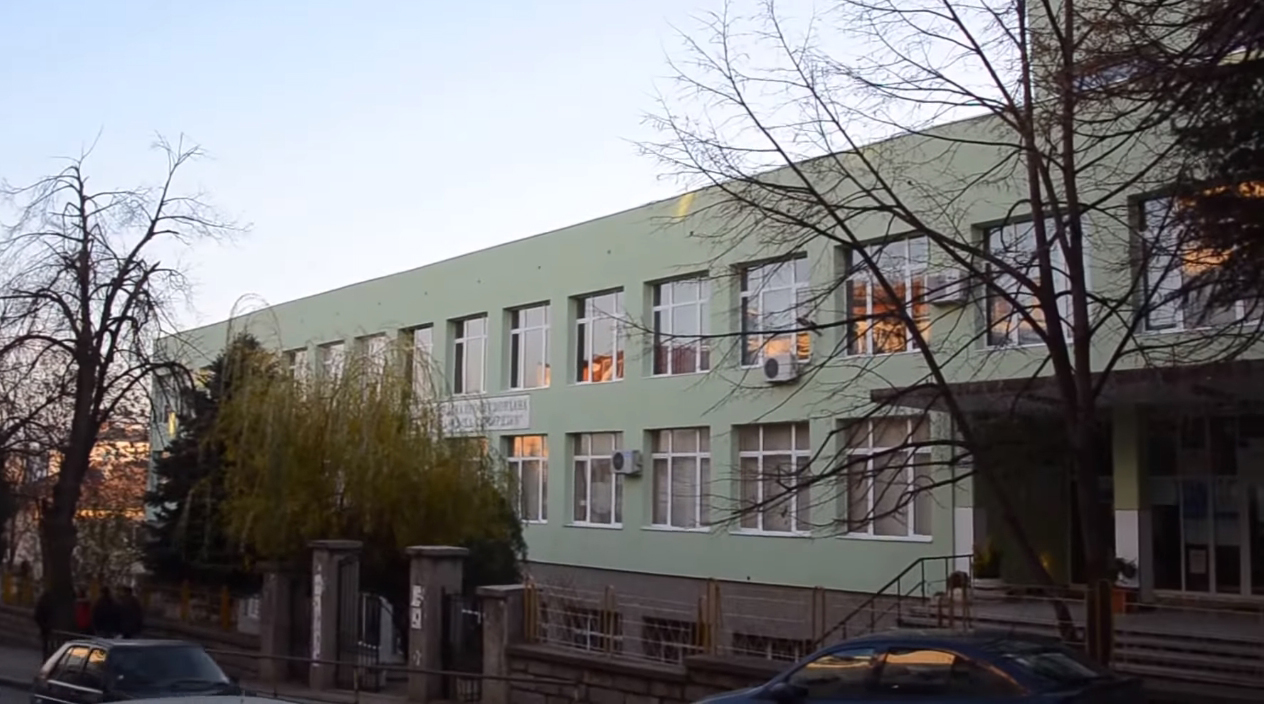
Професійна сільськогосподарська гімназія «Климент Тімірязєв»

- Сільськогосподарська професійна вища школа «Климент Тімірязєв»[25];
- Вища школа «Яне Санданський»[26];
- Професійно-технічне училище;
- Мовна школа «Alexander»;
- Спортивна школа[27];
- Вечірня школа
- I початкова школа «Климент Охридський»;
- Друга початкова школа «Христо Смирненський»[28];
- Третя початкова школа «Христо Ботев»[29];
- IV Початкова школа «Св. Козьма і Даміан»;

## Кухня
Популярна страва для цього району сарма в листі винограду. Солодощі із зелених і зрілих інжирів також сприяють популяризації міста Санданський та його околиці.

## Галерея

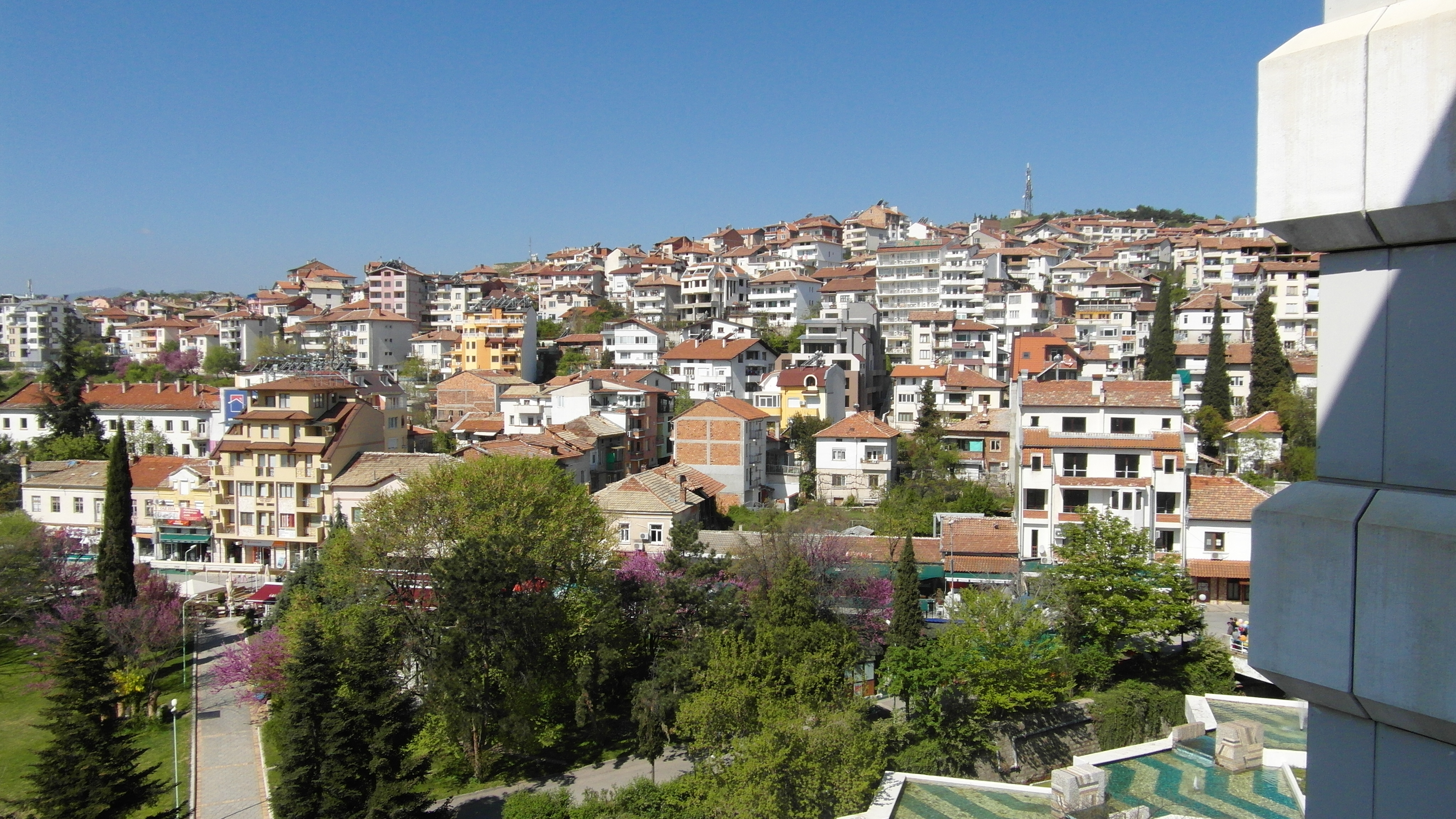
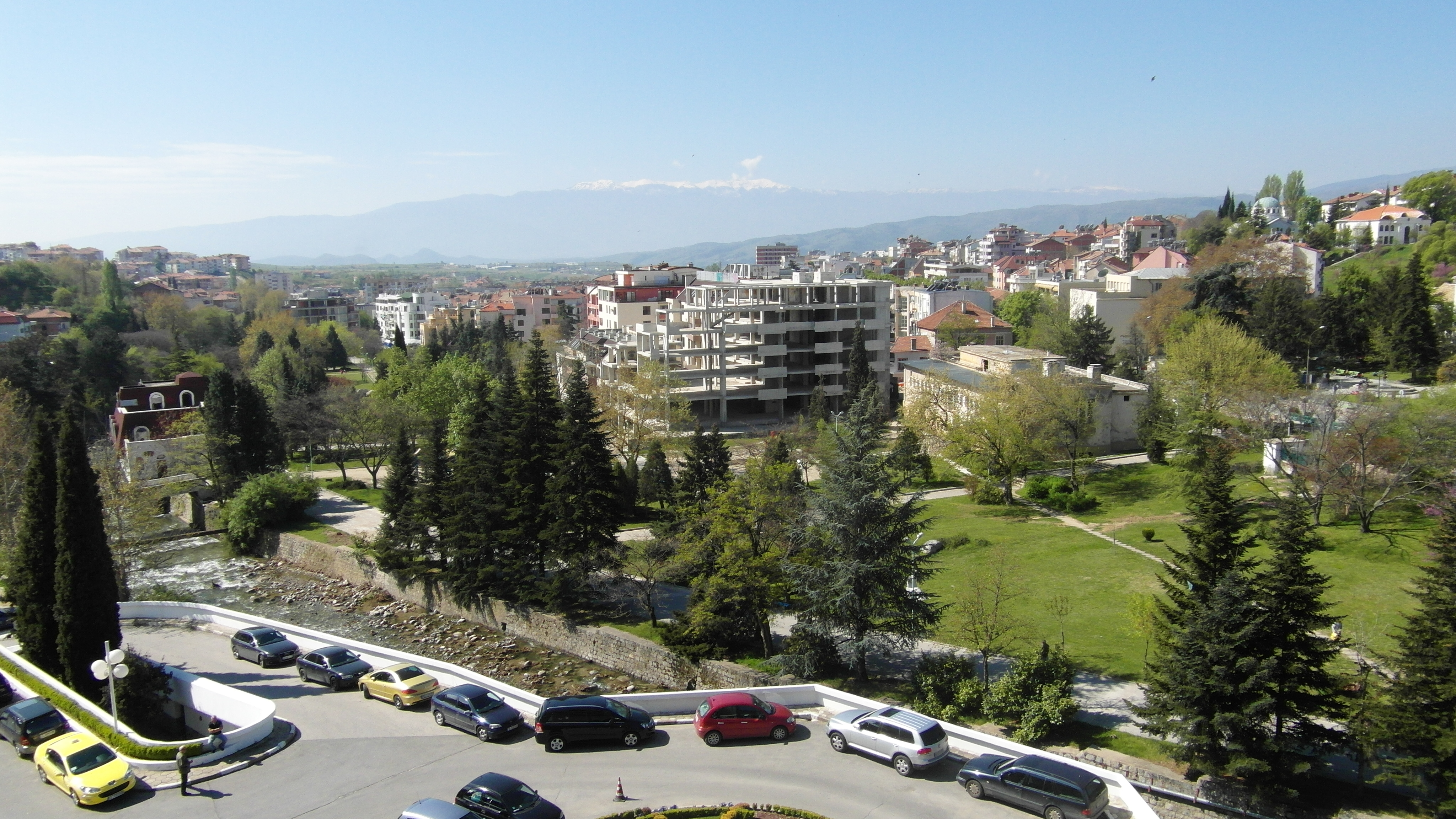
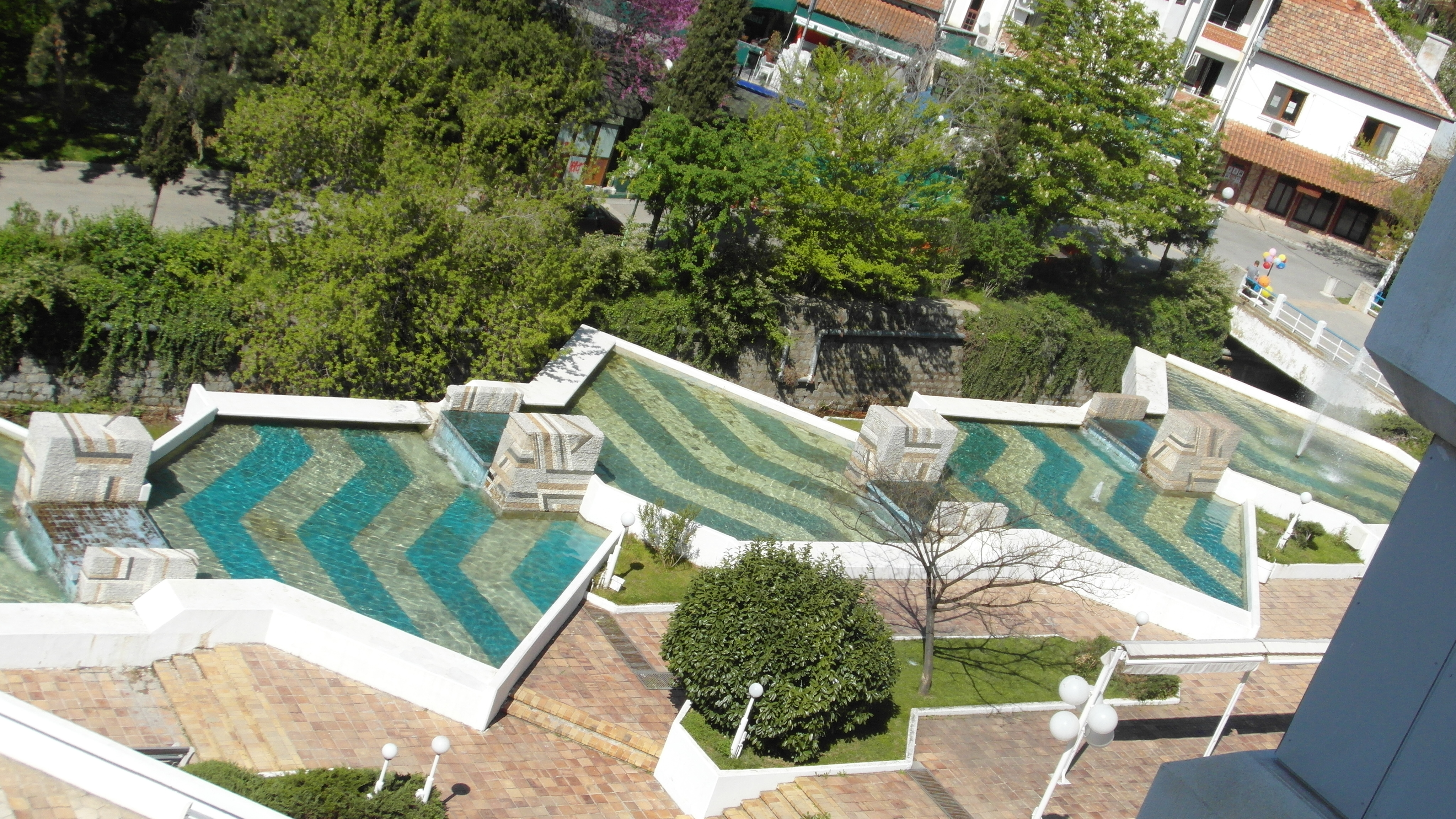
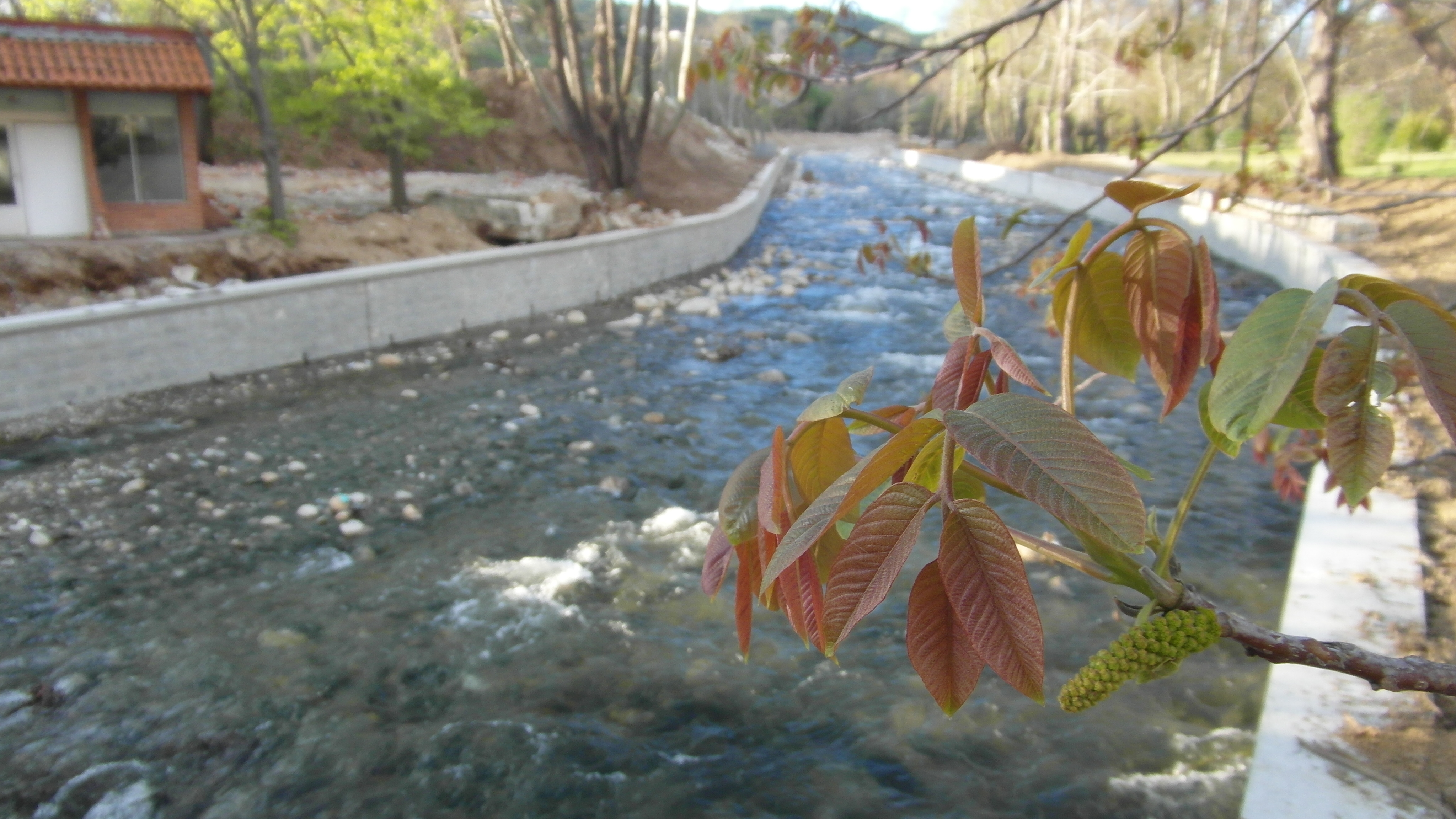
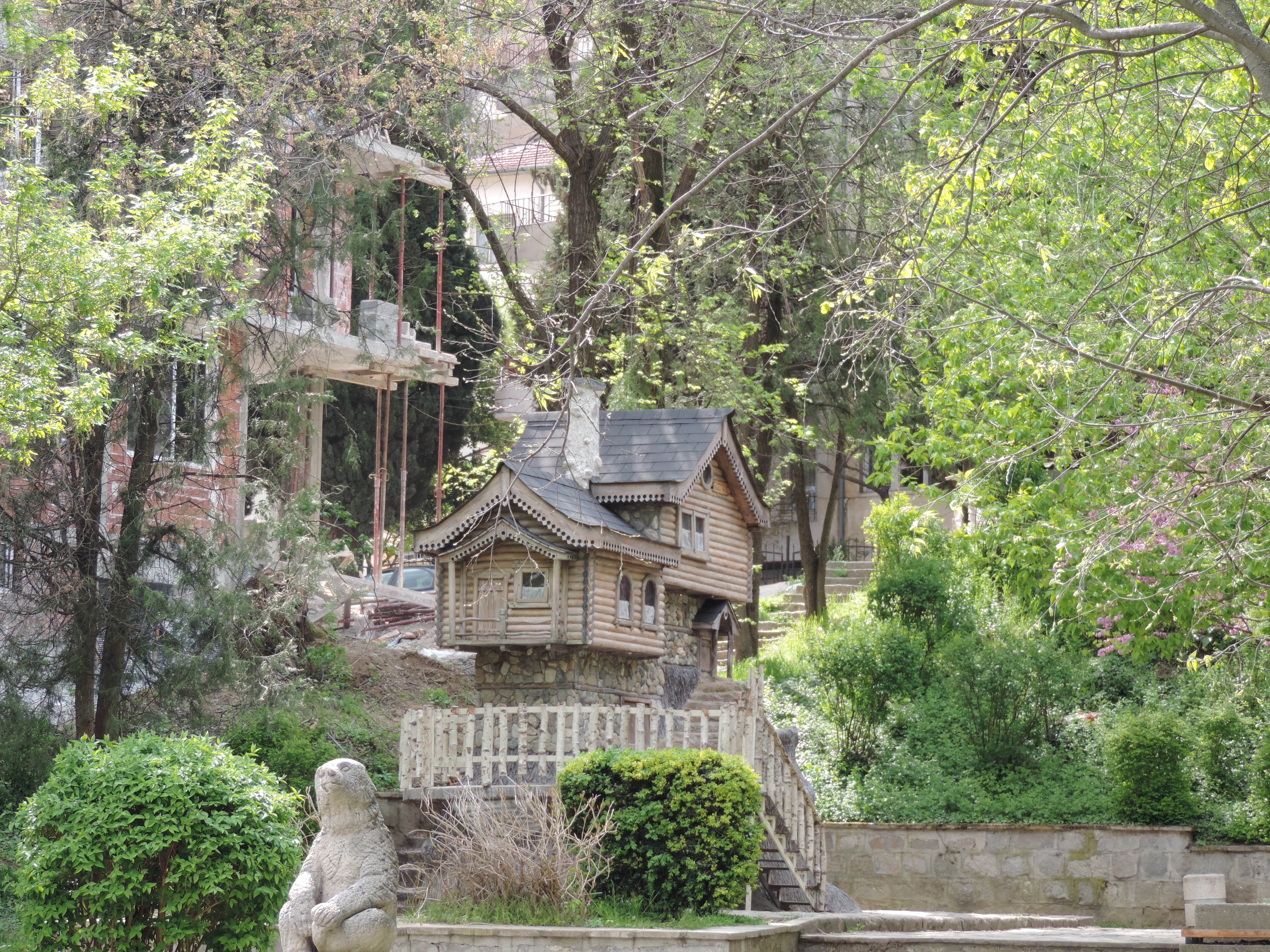
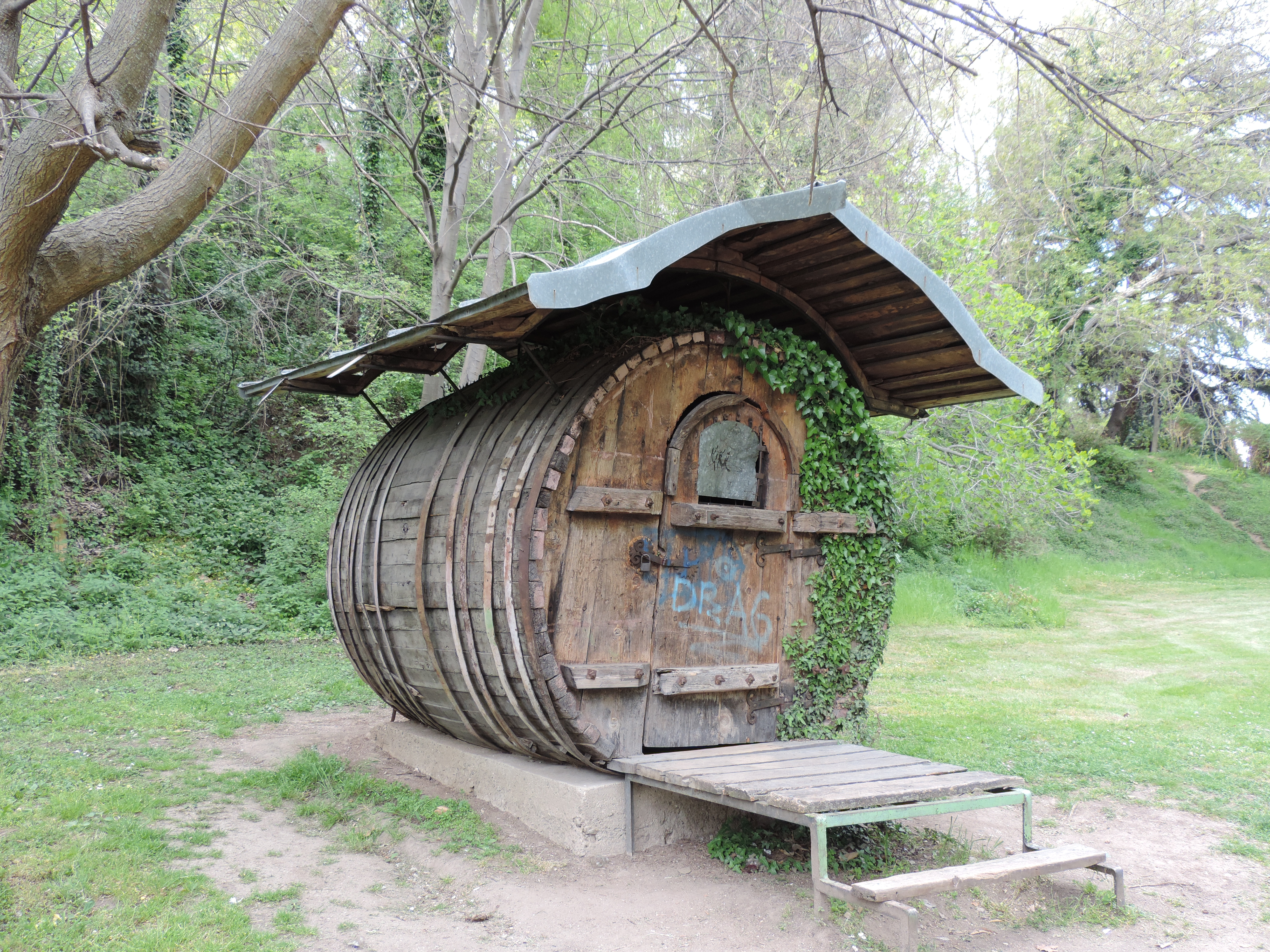
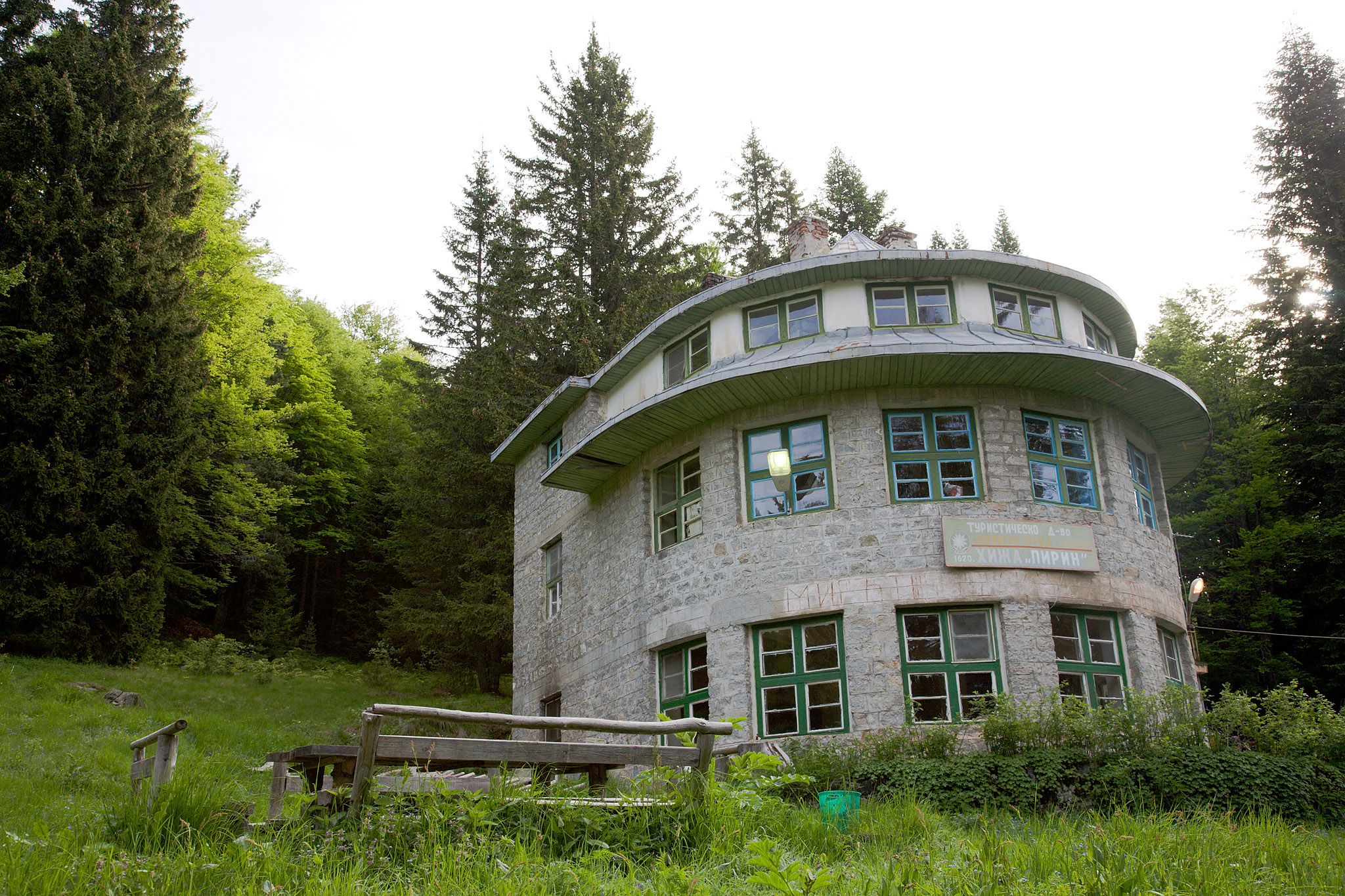

## Відомі люди
У місті народилися:
- Атанас Чіпілов — болгарський футболіст, гравець Динамо-2, Київ
- Ратко Янев — македонський фізик-ядерник, член Македонської академії наук і мистецтв